# Сара Стоун (тенісистка)
Сара Стоун (англ. Sarah Stone; нар. 23 березня 1982) — колишня австралійська тенісистка.
Найвищу одиночну позицію світового рейтингу — 600 місце досягла 24 лютого 2003, парну — 131 місце — 14 липня 2003 року.
Здобула 11 парних титулів туру ITF.

## Фінали ITF

### Парний розряд: 21 (11-10)
| турніри $100,000 |
| турніри $75,000  |
| турніри $50,000  |
| турніри $25,000  |
| турніри $10,000  |

| Результат | Ранг | Дата            | Турнір                              | Покриття | Партнерка             | Суперниці                               | Рахунок          |
| --------- | ---- | --------------- | ----------------------------------- | -------- | --------------------- | --------------------------------------- | ---------------- |
| Перемога  | 1.   | 19 березня 2001 | Водонга, Австралія                  | Трава    | Крістен ван Елден     | Беті Секуловскі Ніколь Сьюелл           | 3–6, 7–6(4), 6–4 |
| Перемога  | 2.   | 16 липня 2001   | Фрінтон, Велика Британія            | Трава    | Беті Секуловскі       | Івонн Дойл Карен Нуджент                | 7–6(5), 6–4      |
| Поразка   | 3.   | 16 вересня 2001 | Ібаракі (Ібаракі), Японія           | Тверде   | Беті Секуловскі       | Саманта Стосур Мелісса Дауз             | 4–6, 7–5, 2–6    |
| Поразка   | 4.   | 23 вересня 2001 | Осака, Японія                       | Тверде   | Беті Секуловскі       | Саманта Стосур Мелісса Дауз             | 7–5, 3–6, 3–6    |
| Поразка   | 5.   | 3 лютого 2002   | Веллінгтон,Нова Зеландія            | Тверде   | Ніколь Кріз           | Чжань Цзіньвей Чжуан Цзяжун             | 6–4 6–7(3) 2–6   |
| Перемога  | 6.   | 25 лютого 2002  | Бендіго, Австралія                  | Тверде   | Саманта Стосур        | Труді Мусгрейв Сінді Вотсон             | 6–4, 6–3         |
| Перемога  | 7.   | 4 березня 2002  | Воррнамбул, Австралія               | Трава    | Саманта Стосур        | Аманда Огастус Клер Каррен              | 6–0, 4–6, 6–3    |
| Перемога  | 8.   | 11 березня 2002 | Беналла, Австралія                  | Трава    | Ніколь Кріз           | Кейсі Деллаква Свеня Вайдеманн          | 7–5, 6–1         |
| Перемога  | 9.   | 23 березня 2002 | Бендіго, Австралія                  | Трава    | Ніколь Кріз           | Рошелл Розенфілд Мадіта Суер            | 3–6, 7–5, 6–3    |
| Перемога  | 10.  | 10 червня 2002  | Raalte, Нідерланди                  | Ґрунт    | Йоланда Менс          | Дарія Іванова Тіффані Велфорд           | 4–6, 6–3, 6–0    |
| Поразка   | 11.  | 24 червня 2002  | Алкмар, Нідерланди                  | Ґрунт    | Йоланда Менс          | Кім Кілсдонк Ніколе Мельх               | 6–7(2), 2–6      |
| Поразка   | 12.  | 8 липня 2002    | Філікстоу, Велика Британія          | Трава    | Крістіна Горіатопулос | Аманда Огастус Ніколь Сьюелл            | 6–7(5), 4–6      |
| Поразка   | 13.  | 29 липня 2002   | Сен-Годан (Верхня Гаронна), Франція | Ґрунт    | Саманта Стосур        | Людмила Черванова Станіслава Грозенська | 6–7(5), 4–6      |
| Перемога  | 14.  | 5 серпня 2002   | Бат (Англія), Велика Британія       | Тверде   | Саманта Стосур        | Асіміна Каплані Марія Павліду           | 6–4, 6–1         |
| Перемога  | 15.  | 12 серпня 2002  | Лондон, Велика Британія             | Тверде   | Ельса О'Ріань         | Мішелл Саммерсайд Анна Вайт             | 6–4, 6–2         |
| Поразка   | 16.  | 9 вересня 2002  | Бордо, Франція                      | Ґрунт    | Саманта Стосур        | Флавія Пеннетта Андрея Ехрітт-Ванк      | 3–6, 5–7         |
| Поразка   | 17.  | 17 вересня 2002 | Глазго, Шотландія                   | Тверде   | Саманта Стосур        | Івонн Дойл Ельса О'Ріань                | 2–6, 4–6         |
| Поразка   | 18.  | 14 жовтня 2002  | Маккай (Квінсленд), Австралія       | Тверде   | Саманта Стосур        | Наталі Грандін Ніколь Сьюелл            | 3–6, 6–1, 4–6    |
| Поразка   | 19.  | 21 жовтня 2002  | Рокгемптон, Австралія               | Тверде   | Саманта Стосур        | Еві Домінікович Бріанн Стюарт           | 5–7, 6–4, 5–7    |
| Перемога  | 20.  | 28 жовтня 2002  | Далбі, Австралія                    | Тверде   | Саманта Стосур        | Еві Домінікович Бріанн Стюарт           | 6–3, 6–3         |
| Перемога  | 21.  | 7 квітня 2003   | Коацакоалькос, Мексика              | Тверде   | Еріка Краут           | Гелен Крук Хрістіна Захаріду            | 6–4, 4–6, 6–4    |